# جهم (اسم)
جهم هو اسم علم مذكر من أصل عربي، ومعناه هو عبوس الوجه.

## شخصيات تحمل الاسم
- جهم الأسلمي
- جهم البلوي
- جهم بن صفوان (696 – 745)
- جهم بن قثم
- جهم بن قيس

## وصلات خارجية
- موسوعة السلطان قابوس لأسماء العرب نسخة محفوظة 5 أبريل 2019 على موقع واي باك مشين.